# Ostry Szczyt
Ostry Szczyt (słow. Ostrý štít, dawniej Končitá veža, Končistá veža, niem. Spitzer Turm, węg. Hegyes-torony, 2365 m n.p.m.) – spiczasty wierzchołek w głównej grani Tatr, w ich słowackiej części.

## Topografia

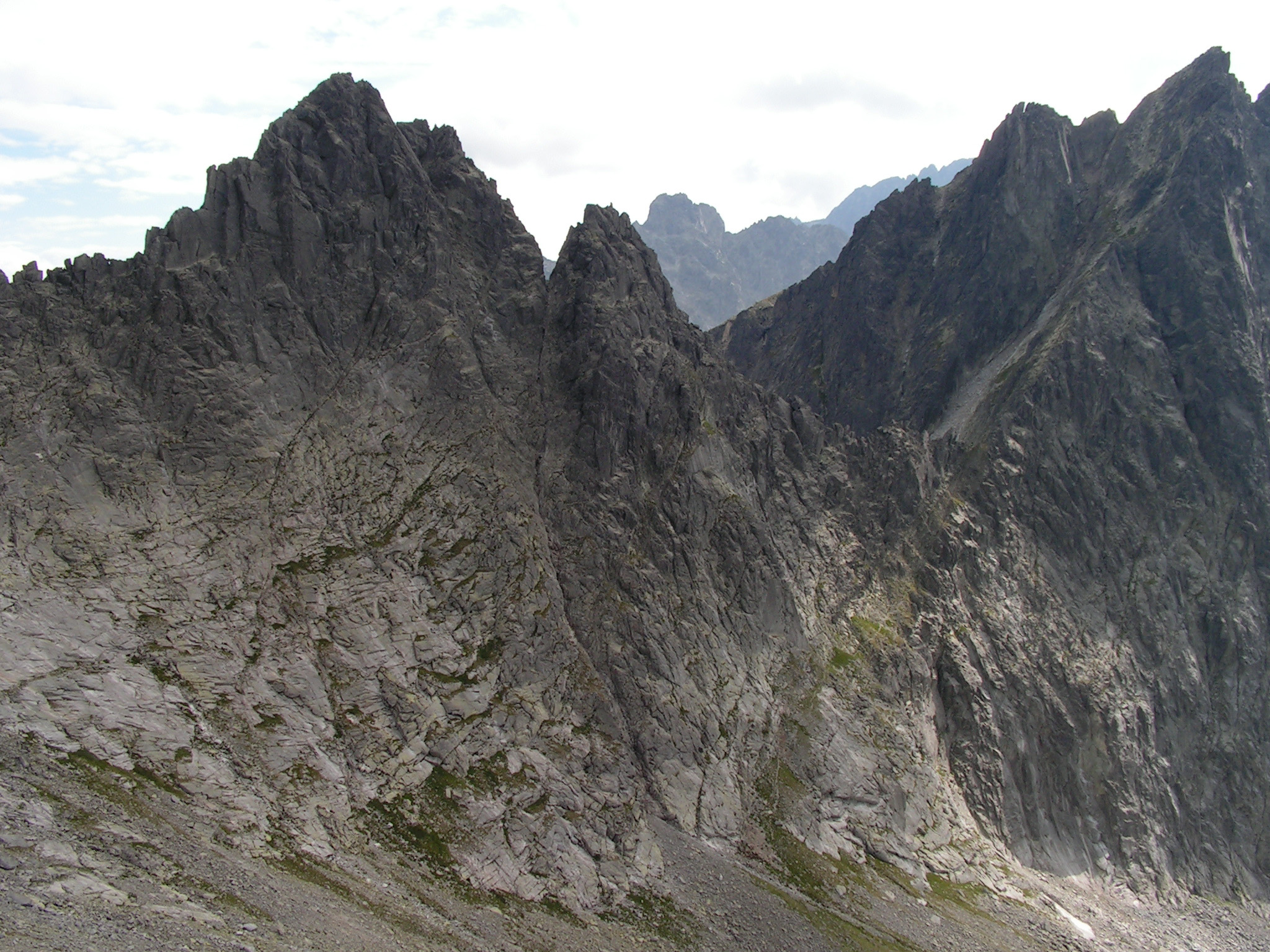
Ostry Szczyt (na lewo) widziany spod Lodowej Przełęczy

Od zachodu Ostry Szczyt graniczy z Jaworowym Szczytem (Javorový štít), rozdziela je Jaworowa Przełęcz (Javorové sedlo). Pierwszy wierzchołek od strony tej przełęczy zwany jest Małym Ostrym Szczytem (Malý Ostrý štít), a od najwyższego punktu masywu oddziela go Przełęcz w Ostrym (Prielom v Ostrom). W grani szczytowej, na zachód od wierzchołka położony jest mało wyraźny Ostry Kopiniak, odgraniczony Siodełkiem Chmielowskiego. Na wschodzie Ostry Szczyt graniczy z Małym Lodowym Szczytem (Široká veža). Grań opada trzema uskokami na przełęcz Biała Ławka (Biela lávka), za nią położone są jeszcze Zbójnickie Turnie (Zbojnícke veže) i Zbójnicka Ławka (Zbojnícke sedlo). Środkowy z uskoków nazywany jest Zębem Jurzycy (Jurzycov zub); jego wschodnia zerwa pozostaje niepokonana) i od górnego oddzielony jest Jurzycowym Siodełkiem (Jurzycovo sedielko). Dolny uskok to Ząb Englischa, oddzielony od Zęba Jurzycy Siodełkiem Englischa. W dolnym odcinku grani znajdują się Czarne Chłopki – małe obiekty oddzielone Siodełkiem Hunsdorferów.
Ostry Szczyt góruje nad dolinami: Jaworową (Javorová dolina) i Staroleśną (Veľká Studená dolina). Na południe od podnóża szczytu prowadzi wał łączący je ze Strzelecką Turnią. Jego najniższym punktem jest siodło Strzeleckiego Przechodu.
Na południowej ścianie (od strony Doliny Staroleśnej) znajduje się najwyżej położone w Tatrach stanowisko jałowca pospolitego i wrzosu.
Wcześniejsze pomiary określały wysokość szczytu na 2356, 2360 lub 2367 m.

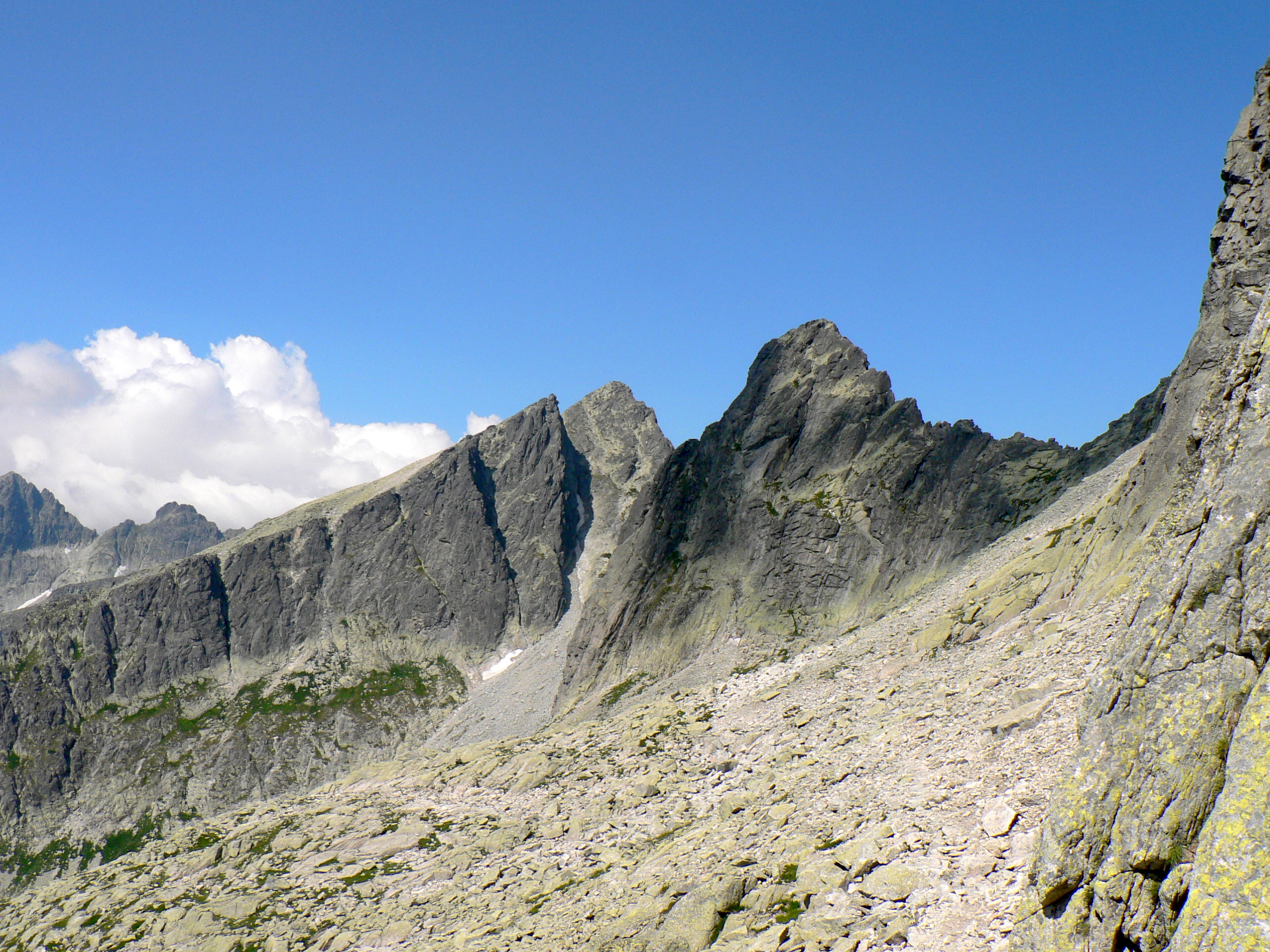
Jaworowy Szczyt i Ostry Szczyt ze szlaku z Czerwonej Ławki

## Historia zdobycia
W pierwszych latach rozwoju taternictwa długo uchodził za niedostępny. Po wielokrotnych próbach taterników został w końcu zdobyty. Pierwszego pewnego wejścia dokonali Karol Englisch z matką Antoniną i przewodnikami Johannem Hunsdorferem i Johannem Strompfem 25 sierpnia 1902 r. Odbyło się drogą północną ścianą. Nazwy obiektów w masywie Ostrego Szczytu upamiętniają pierwszych zdobywców.
15 września 1905 r. Simon Häberlein z Katherine i Maximilianem Bröske weszli na szczyt ścianą południową i wejście to przez kilka lat było uważane za najtrudniejsze w Tatrach. Na tej drodze wspinaczkowej zginęło kilku polskich taterników; w 1928 r. Jadwiga Honowska i Zofia Krókowska, w 1930 r. Kazimierz Kupczyk.
Zimą na Ostry Szczyt pierwsi weszli Gyula Komarnicki i Alfréd Grósz 23 kwietnia 1911 r.